# Myśl jak facet
Myśl jak facet (ang. Think Like a Man) – amerykańska komedia romantyczna z 2012 roku w reżyserii Tima Story. Wyprodukowany przez Screen Gems.
Światowa premiera filmu miała miejsce 20 kwietnia 2012 roku.

## Opis fabuły
Kristen (Gabrielle Union) i jej przyjaciółki chciałyby mieć większy wpływ na swoich ukochanych. Postanawiają zastosować rady z poradnika zatytułowanego „Działaj jak kobieta, myśl jak facet”. Efekty są wspaniałe, dopóki ich partnerzy nie odkrywają, że padli ofiarą manipulacji.

## Obsada
- Kevin Hart jako Cedric
- Terrence J jako Michael
- Regina Hall jako Candace
- Jerry Ferrara jako Jeremy
- Gabrielle Union jako Kristen
- Michael Ealy jako Dominic
- Taraji P. Henson jako Lauren
- Romany Malco jako Zeke
- Meagan Good jako Mya

i inni.